# Aeropuerto Internacional Augusto Severo
El Aeropuerto Internacional Augusto Severo (Código OACI: SBNT;  Código IATA: NAT) es un aeropuerto internacional situado en Parnamirim, en el estado de Rio Grande do Norte, Brasil. Dejó de prestar servicio comercial de pasajeros para la ciudad y en su reemplazo fue el Aeropuerto Internacional de Grande Natal.

## Cierre de operaciones
La suspensión del aeropuerto fue debido a la construcción del nuevo aeropuerto que fue planificado para tener un espacio mayor en área de operaciones y comercial, el último vuelo que aterrizó en su pista fue proveniente de Lisboa, operado por la aerolínea TAP Portugal.
El cierre total de operaciones ocurrió el día 31 de mayo a las 6:20 de la mañana, que era el horario programado para un vuelo de Azul Líneas Aéreas con destino a la ciudad de Maceió.

## Antiguos destinos
Estos eran los destinos comerciales que operaban desde esta terminal pero fueron automáticamente reeemplazados a la operación del nuevo aeropuerto.
- Avianca Brasil
  - Brasilia - Aeropuerto Internacional Presidente Juscelino Kubitschek
  - São Paulo - Aeropuerto Internacional São Paulo-Guarulhos

- Azul Líneas Aéreas
  - Belo Horizonte - Aeropuerto Internacional Tancredo Neves
  - Campinas - Aeropuerto Internacional de Campinas
  - Fernando de Noronha - Aeropuerto de Fernando de Noronha
  - Recife - Aeropuerto Internacional de Recife

- Gol Linhas Aéreas
  - Brasilia - Aeropuerto Internacional Presidente Juscelino Kubitschek
  - Fortaleza - Aeropuerto Internacional Pinto Martins
  - Salvador de Bahía - Aeropuerto Internacional de Salvador
  - São Paulo - Aeropuerto Internacional São Paulo-Guarulhos

- LATAM Brasil
  - Brasilia - Aeropuerto Internacional Presidente Juscelino Kubitschek
  - Fortaleza - Aeropuerto Internacional Pinto Martins
  - Río de Janeiro - Aeropuerto Internacional de Galeão
  - São Paulo - Aeropuerto Internacional São Paulo-Guarulhos

- TAP Portugal
  - Lisboa - Aeropuerto de Portela

Nota

### Destinos internacionales
| Ciudades por países | Nombre del aeropuerto                       | Aerolíneas        |
| Suramérica          | Suramérica                                  | Suramérica        |
| ------------------- | ------------------------------------------- | ----------------- |
| Argentina           |                                             |                   |
| Buenos Aires        | Aeropuerto Internacional Ministro Pistarini | Gol Linhas Aéreas |
| Europa              |                                             |                   |
| Portugal            |                                             |                   |
| Lisboa              | Aeropuerto de Lisboa                        | TAP Portugal      |